# Francisco Porró Reinado
Francisco Bartolomé Porró y Reinado, C.R.M. (15 de octubre de 1739-3 de enero de 1814) fue un prelado español de la Iglesia católica. Fue obispo de Luisiana y las Dos Floridas (1801-1803) y obispo de Tarazona (1803-1814).

## Biografía
Nacido en Gibraltar, Porró fue un franciscano del convento de los Santos Apóstoles en Roma. Fue nombrado obispo de Luisiana y las Dos Floridas en los actuales Estados Unidos el 20 de julio de 1801 y recibió su consagración en el 15 de noviembre de manos del cardenal Francisco Antonio de Lorenzana. Aun así, nunca tomó posesión de la diócesis: algunos dicen que nunca fue consagrado, murió antes de salir de Roma o nunca la dejó al presuponerse la venta de Luisiana.
El 17 de enero de 1803, Porro fue transferido a la sede de Tarazona en España. Murió como su obispo a los 74 años de edad.